# Westhalten
Westhalten – miejscowość i gmina we Francji, w regionie Grand Est, w departamencie Górny Ren.
Według danych na rok 1990 gminę zamieszkiwało 770 osób, a gęstość zaludnienia wynosiła 70 osób/km² (wśród 903 gmin Alzacji Westhalten plasuje się na 335. miejscu pod względem liczby ludności, natomiast pod względem powierzchni na miejscu 222.).